# باند ام (فروسرخ)

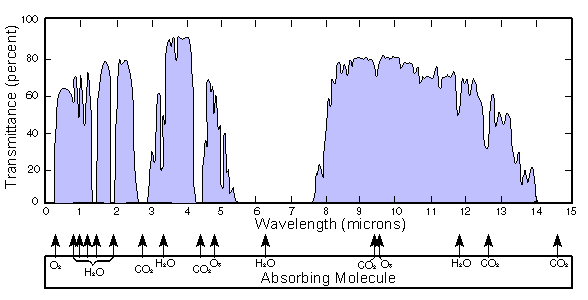
پنجره اتمسفری در فروسرخ. باند ام پنجره انتقالی در طول موج ۴٫۷ میکرومتر است.

باند ام (انگلیسی: M band) در اخترشناسی فروسرخ به یک پنجره فروسرخ بر روی طول موج ۴٫۷ میکرون (در فروسرخ نزدیک) گفته می‌شود.